# Таллинский музей рыцарских орденов
Таллинский музей рыцарских орденов (эст. Tallinna Rüütliordude Muuseum) — частный музей в Таллине (Эстония), коллекция которого посвящена истории рыцарских орденов и наград стран всего мира. Музей находится в средневековом здании по адресу ул. Кунинга 3 в Старом городе. В постоянной экспозиции представлены около тысячи оригинальных орденских костюмов, цепей, звёзд, знаков и прочих предметов, связанных с рыцарскими орденами. Самые старые экспонаты музея датированы началом XVIII века.

## История
Музей открылся в январе 2017 года.
В сентябре 2017 года Таллинский музей принимал XI Европейскую конференцию фалеристических обществ. Материалы конференции были опубликованы в 2018 году.
Музей регулярно организует специализированные экспозиции, в числе которых были: «Таинство масонской символики» (2020 г.), «Сокровища с Королевской улицы» (2020 г.), «Столетняя годовщина основания ордена Эстонского Красного Креста» (2019 г.); «800-летие ордена Даннеброг» (2019 г.), «Ордена Эстонии — неотъемлемый символ независимости» (2018 г.).
В 2021 году основная экспозиция музея была полностью обновлена.

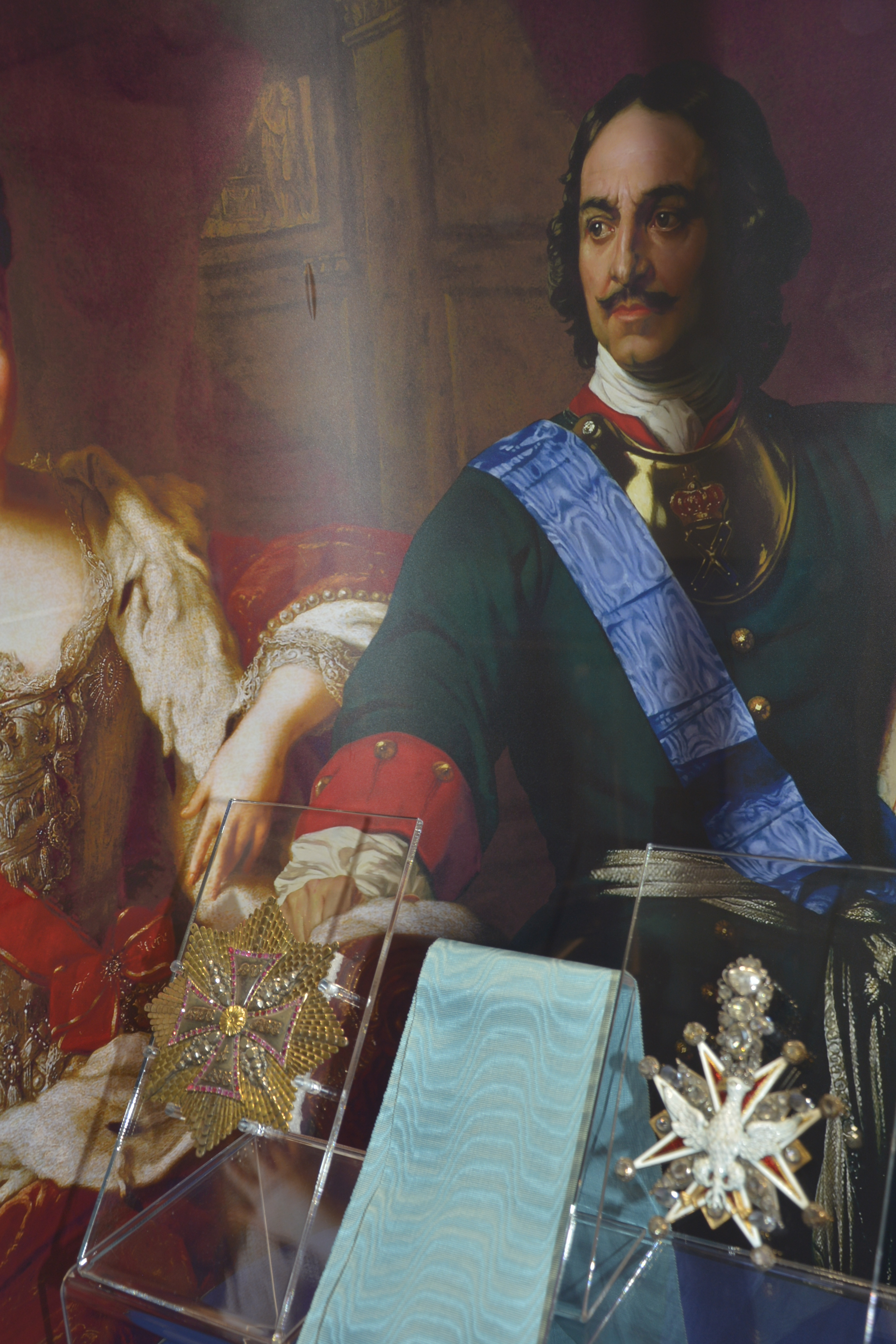
Знак ордена Белого Орла, в 1712 году врученного Петру I основателем ордена Августом Сильным, союзником Петра в Северной войне. Золото, серебро, эмаль, бриллианты

## Коллекция

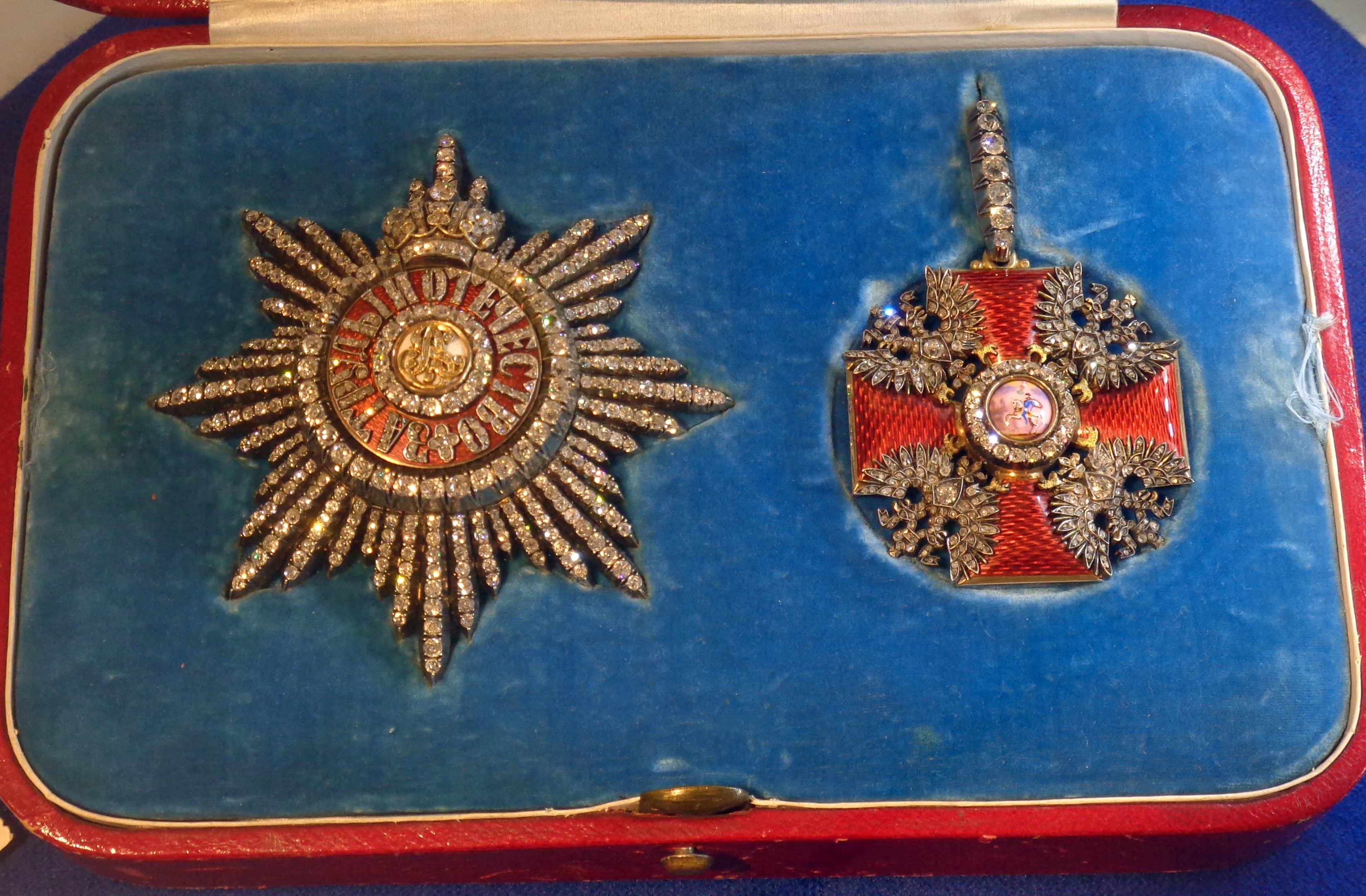
Знак и звезда ордена Святого Александра Невского с бриллиантами. В 1896 году Николай II в ходе визита в Париж вручил эти знаки будущему президенту Франции Полю Дешанелю. Золото, серебро, эмаль, 840 бриллиантов

История орденов и наград освящена в музее через призму их инсигний (орденских знаков), причем особое внимание уделяется красоте и мастерству изготовления этих престижных «украшений», многие из которых усыпаны бриллиантами. Постоянная экспозиция представлена в трех залах и содержит ордена Европы, Америки, Африки и Дальнего Востока, что дает возможность сравнить дизайн различных орденов, сопоставив используемые символы и цвета лент с национальными культурами и обычаями. Футляры от знаков, звезд и цепей представляют особый интерес и также являются частью экспозиции.
Многие из старейших орденов имеют интересные истории происхождения, основанные как на фактах, так и на вымыслах. К их числу относятся датский Орден Даннеброга, тесно связанный с Таллином через битву при Линданиссе; японский Орден Священных сокровищ, связанный с легендой о временах появления в Японии первого императора; Орден Подвязки, предположительно названный в честь предмета женского нижнего белья; и самый романтичный из орденов — Орден Розы Бразильской империи с девизом «Любовь и верность» (португальский: Amor e Fidelidade).
В 2021 году основная экспозиция музея была полностью обновлена, чтобы четче обозначить различие между одно-степенными орденами и орденами за заслуги в нескольких степенях и показать их эволюцию в современную систему наград. Коллекция была разделена на темы, такие как военные ордена за храбрость на поле боя и ордена за военные и гражданские заслуги в мирное время, ордена исключительно для женщин, первые их которых были основаны еще в XVII веке, награды за науку и искусство, награды Красного Креста и другие.
На выставке также представлены оригинальные мантии таких орденов, как баварский орден Святого Георгия, английский орден Подвязки, Мальтийский орден и другие.
Среди экспонатов музея знак польского Ордена Белого орла, принадлежавший Петру I знак австрийского Ордена Золотого руна гос. канцлера Австрийской империи Клеменса фон Меттерниха, знаки Ордена Святого Александра Невского с бриллиантами президента Франции Поля Дешанеля, знак Ордена Звездного креста Шарлотты Бельгийской императрицы Мексики.

## Исследования и публикации
Статьи о музее опубликованы в следующих периодических изданиях: «Bulletin Société des Amis du Musée de la Légion D’honneur Orders et Distinctions», Франция; «Numismaatikko», Финляндия; «Svensk Numismatisk Tidskrift», Швеция; «Eesti Ajalugu», Эстония и др. Репортажи о музее были представлены в эстонской телепрограмме «Вестник истории», «ETV + Morning Program» и др.

### Музейные публикации
- Краткая история орденов из коллекции Таллинского музея рыцарских орденов. На эстонском, русском, финском и английском языках.
- Выставка 100 лет эстонскому обществу Красного креста. На эстонском, русском и английском языках.
- Материалы XI европейской конференции фалеристических обществ. На английском языке[5].

Статьи музея о коллекции и её экспонатах можно прочитать в научных изданиях и на сайте музея.